# Озеро-Петровское
Озеро-Петровское — село в Троицком районе Алтайского края. Входит в состав Заводского сельсовета.

## История
Основано в 1895 году. В 1928 году посёлок Петровское озеро состоял из 18 хозяйств, основное население — русские. В административном отношении входил в состав Дундихинского сельсовета Больше-Реченского района Бийского округа Сибирского края.

## Население
| 1926 | 1997 | 1998 | 1999 | 2000 | 2001 | 2002 | 2003 | 2004 |
| ---- | ---- | ---- | ---- | ---- | ---- | ---- | ---- | ---- |
| 94   | ↗595 | ↘569 | ↘553 | ↗556 | ↘545 | ↘492 | ↗501 | ↘448 |
| 2005 | 2006 | 2007 | 2008 | 2009 | 2010 | 2011 | 2012 | 2013 |
| ↘446 | ↘431 | ↘380 | ↘247 | ↗288 | ↗369 | ↘368 | ↘362 | ↘348 |

Национальный состав
Согласно результатам переписи 2002 года, в национальной структуре населения русские составляли 97 %.